# Technomyrmex kohli
Technomyrmex kohli é uma espécie de formiga do gênero Technomyrmex.